# Елизабет фон Золмс-Браунфелс (1469 – 1540)
Елизабет фон Золмс-Браунфелс (на немски: Elizabeth von Solms-Braunfels; * 21 октомври 1469; † 24 август 1540, Волфах) е графиня от на Золмс-Браунфелс и чрез женитба графиня на Фюрстенберг.

## Произход
Тя е дъщеря на граф Ото II фон Золмс-Браунфелс († 1504) и съпругата му графиня Анна фон Насау-Висбаден († 1480), дъщеря на граф Йохан II фон Насау-Висбаден-Идщайн († 1480) и графиня Мария фон Насау-Диленбург († 1472). Сестра е на Бернхард III фон Золмс-Браунфелс (1468 – 1547).

## Фамилия
Елизабет фон Золмс-Браунфелс се омъжва на 30 септември 1488 г. в Хайделберг за граф Волфганг I фон Фюрстенберг (* 1 или 3 април 1465; † 31 декември 1509), вторият син на граф Конрад (II) фон Фюрстенберг († 1484) и Кунигунда фон Мач († 1469). Те имат шест деца:
- Маргарета (* 1 юли 1489; † 10 август 1571), омъжена на 15 юни 1502 г. за Йохан Якоб, фрайхер фон Мьорсперг и Бефорт († 1534)
- Вилхелм фон Фюрстенберг (* 7 януари 1491; † 21 август 1549), женен 1505/1506 г. за Бонна де Ньофшател (* ок. 1480; † май 1515)
- Фридрих III (II) (* 19 юни 1496; † 8 март 1559), граф на Фюрстенберг, женен на 19 февруари 1516 г. за Анна фон Верденберг, наследничка на Хайлигенберг и др. († 1554), дъщеря на граф Кристоф фон Верденберг-Хайлигенберг († 1534) и Елеонора Гонзага († 1512)
- Беатрикс (* 15 февруари 1499; † сл. 1514), монахиня в Найдинген 1514
- Клара Анна (* 3 август 1501; † 1550), монахиня в Найдинген и Бухау
- Анна Александрина (* 18 февруари 1504; † 11 май 1581), омъжена на 10 юли 1522 г. за Улрих фон Раполтщайн (1495 – 1531)